# ヘイヴン -謎の潜む町-
『ヘイヴン -謎の潜む町-』（ヘイヴン なぞのひそむまち、原題：Haven）は、2010年7月9日から2015年12月17日までアメリカ合衆国・Syfyで放送されたテレビドラマ。
スティーヴン・キング原作のミステリ小説「コロラド・キッド」（2005年発表）をテレビドラマ化したホラー・ミステリドラマ。全5シーズン・78回。

## あらすじ
FBI捜査官のオードリー・パーカーは、ある事件の捜査のため、メイン州の小さな町ヘイヴンにやって来た。ヘイヴンは一見、どこにでもある普通の平和な田舎町のように見えたが、謎めいた事件が次々と起こっていた。
鋭い洞察力と度胸を兼ね備えたオードリーは、ヘイヴンの町と住民たちに隠された"災い"と"秘密"を明らかにしていく。

## キャスト
- オードリー・パーカー： エミリー・ローズ
- ネイサン・ウォーノス： ルーカス・ブライアント
- デューク・クロッカー： エリック・バルフォー
- ガーランド・ウォーノス：ニコラス・キャンベル

## エピソード
| シーズン | シーズン | 話数 | 話数 | 放送期間      | 放送期間       |
| シーズン | シーズン | 話数 | 話数 | 初回放送      | 最終回放送     |
| -------- | -------- | ---- | ---- | ------------- | -------------- |
|          | 1        | 13   | 13   | 2010年7月9日  | 2010年10月8日  |
|          | 2        | 13   | 13   | 2011年7月15日 | 2011年12月6日  |
|          | 3        | 13   | 13   | 2012年9月21日 | 2013年1月17日  |
|          | 4        | 13   | 13   | 2013年9月13日 | 2013年12月13日 |
|          | 5        | 26   | 13   | 2014年9月11日 | 2014年12月5日  |
|          | 5        | 26   | 13   | 2015年10月8日 | 2015年12月17日 |